# Franz König (kardinaal)
Franz König (Warth, 3 augustus 1905 - Wenen, 13 maart 2004) was een Oostenrijks geestelijke en kardinaal van de Katholieke Kerk.
König bezocht het door de Benedictijnen geleide kleinseminarie van de Abdij van Melk. Hij studeerde aan het Gregorianum in Rome waar hij in 1930 promoveerde in de wijsbegeerte en in 1936 in de theologie. Hij studeerde in Rome ook aan het Pauselijk Duits-Hongaars College en aan het Pauselijk Bijbelinstituut, waar hij zich specialiseerde in Perzische talen. Hij werd op 29 oktober 1933 door Francesco Marchetti Selvaggiani priester gewijd. Tijdens de Tweede Wereldoorlog was hij aalmoezenier. Daarna begon hij een wetenschappelijke loopbaan. Hij doceerde aan de Universiteit van Wenen (1945-1948) en aan de Universiteit van Salzburg (1948-1952).
In 1952 benoemde paus Pius XII König tot titulair bisschop van Livias en tot hulpbisschop van Sankt Pölten. In 1956 volgde zijn benoeming tot aartsbisschop van Wenen, als opvolger van Theodor Innitzer. Paus Johannes XXIII creëerde hem kardinaal tijdens het consistorie van 15 december 1958. De Sant'Eusebio werd zijn titelkerk. In 1959 werd hij militair ordinarius voor Oostenrijk. Ook was hij voorzitter van de Oostenrijkse bisschoppenconferentie. König nam deel aan het Tweede Vaticaans Concilie en leverde een grote bijdrage aan de verklaring Nostra Ætate, over de verhouding van de Katholieke Kerk ten opzichte van niet-christelijke godsdiensten. Kónig bemoeide zich intensief met de oecumene en was de eerste president van de Pauselijke Raad voor de Dialoog met Niet-gelovigen, die later zou opgaan in de Pauselijke Raad voor de Cultuur.
Kardinaal König nam deel aan de conclaven van 1963 en van augustus en oktober 1978, waarbij respectievelijk de pausen Paulus VI, Johannes Paulus I en II werd gekozen. Tijdens dat laatste conclaaf had hij zelfs grote invloed op de uiteindelijke verkiezing van de Krakause aartsbisschop Karol Woytiła.
König legde zijn taken als aartsbisschop in 1985 neer. Hij werd opgevolgd door Hans Hermann Groër. In 1990 werd König internationaal president van Pax Christi.
König overleed op 98-jarige leeftijd in een klooster in Wenen. Zijn lichaam werd bijgezet in de bisschoppelijke crypte van de Stephansdom.

## Varia
Hij werd door Kardinaal Marchetti Selvaggiani tot priester gewijd. In 1970 wijde hij Christoph Schönborn tot priester, en hij wijdde kardinaal Groër tot bisschop.